# Weihnachtsstern (Pflanze)
Der Weihnachtsstern (Euphorbia pulcherrima), auch Adventsstern, Christstern oder Poinsettie genannt, ist eine Pflanzenart aus der Gattung Wolfsmilch (Euphorbia) in der Familie der Wolfsmilchgewächse (Euphorbiaceae). Das Artepitheton pulcherrima leitet sich aus dem Lateinischen her und bedeutet „die Schönste“. Weihnachtssterne sind aufgrund der auffälligen, intensiv gefärbten Hochblätter (Brakteen), die sternförmig angeordnet sind, beliebte Zimmerpflanzen. Oft werden die Hochblätter fälschlicherweise für Blütenhüllblätter gehalten.

## Beschreibung

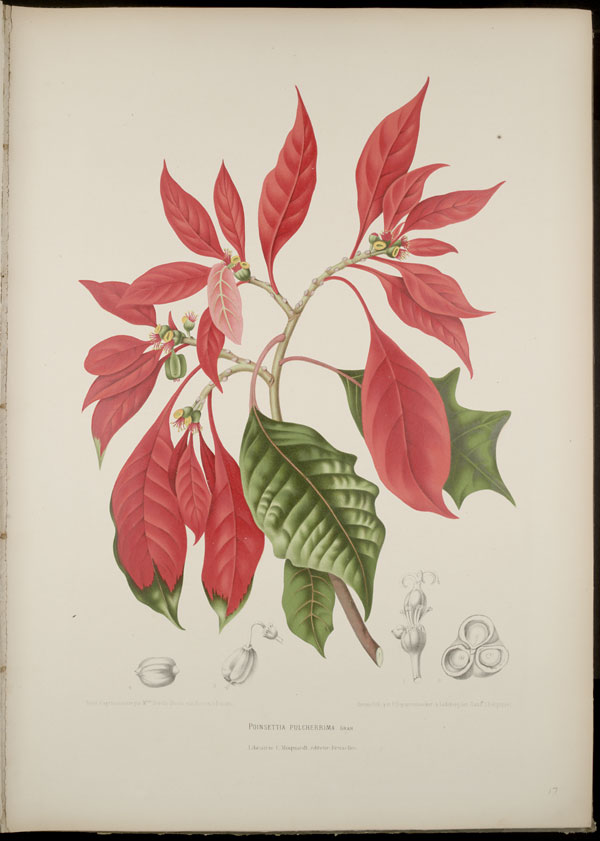
Illustration

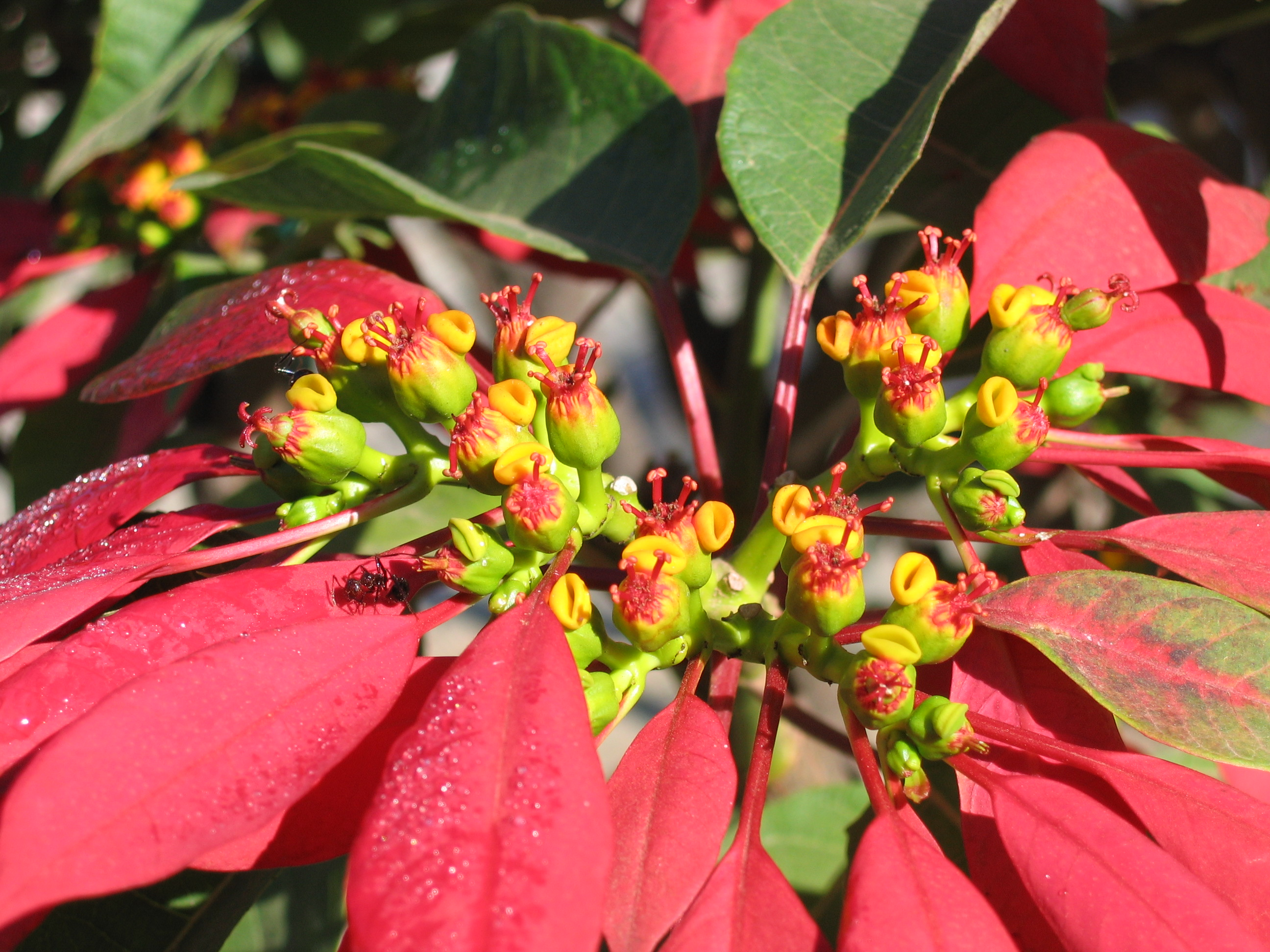
Detailaufnahme des Blütenstandes eines Weihnachtssterns, mit roten Hochblättern und gelb-grünen Cyathien

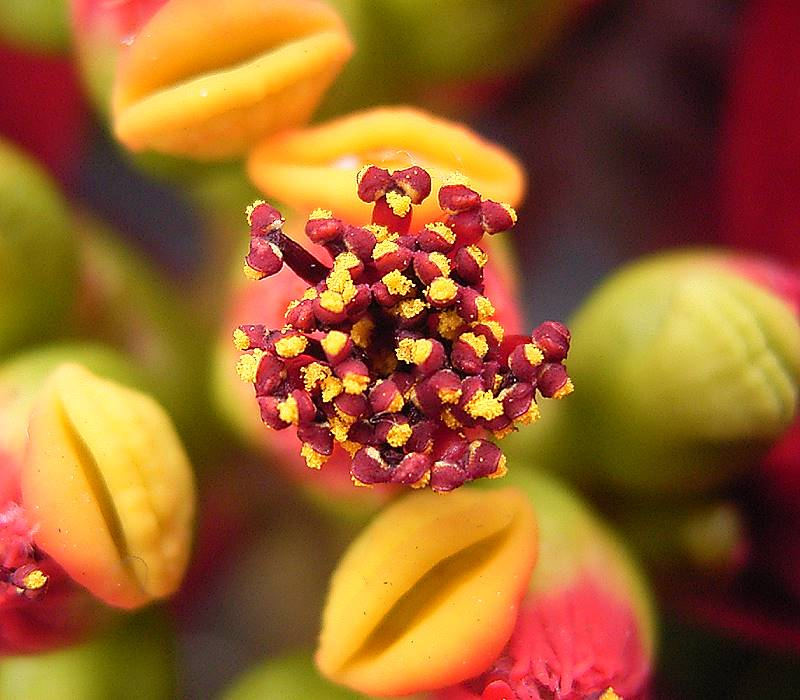
Cyathium mit vielen männlichen Blüten und lippenförmigen Nektardrüsen

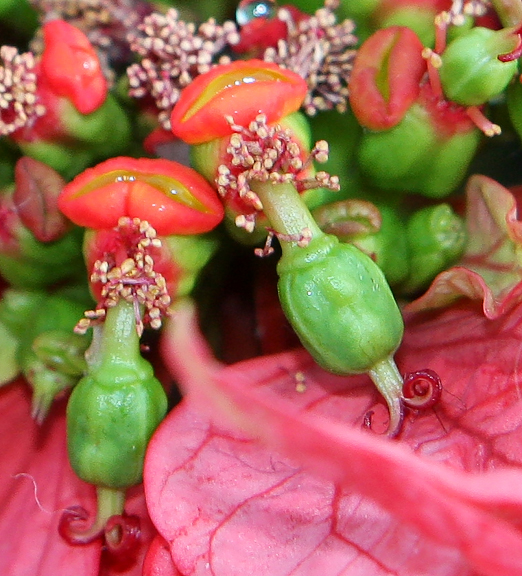
Gruppe von Cyathien mit vielen einfachsten männlichen Blüten, je einer einzigen, großen weiblichen Blüte mit Fruchtknoten und Narbe sowie einer lippenförmigen Nektardrüse

Euphorbia pulcherrima ist als Wildpflanze selten mit Vorkommen entlang der Pazifikküste Mittelamerikas. Die kultivierten Zierpflanzen sind Zuchtsorten und weichen in zahlreichen Merkmalen von der Wildform ab. Diese Zierpflanzen sind fast weltweit in Regionen mit zur Ursprungsregion vergleichbarem Klima rückverwildert, diese neophytischen Vorkommen entsprechen in den Merkmalen nicht vollständig den echten Wildvorkommen.

### Erscheinungsbild und Laubblatt
Euphorbia pulcherrima ist ein immergrüner oder teilweise laubwerfender Strauch oder kleiner Baum mit verholztem Stamm und Zweigen und spärlicher Verzweigung, der Wuchshöhen bis zu 4 m, ausnahmsweise 5 m, erreicht. Gärtnerisch kultivierte Pflanzen sind dagegen meist deutlich kleiner und mehr oder weniger stark verzweigt. Die echte Wildform besitzt einen verlängerten, oft völlig unverzweigten Stamm, an dem verstreut Blätter mit langen Internodien sitzen.
Die Pflanzen enthalten, wie typisch und namensgebend für die Gattung, weißen Milchsaft. Junge Pflanzen haben eine verdickte, saftige Wurzel und sind insgesamt schwach sukkulent. Die zylindrischen Zweige sind glatt. Die schwach behaarten Laubblätter sind wechselständig, unterhalb der Blütenstände oft gegenständig oder wirtelig gehäuft. Der Blattstiel ist 2,5 bis 5, selten bis 8 cm lang. Die einfache Blattspreite ist bei einer Länge von 6 bis 25 cm sowie einer Breite von 4 bis 10(-12) cm (bei dunklem Stand auch größer) variabel gestaltet, elliptisch bis verkehrt-eiförmig mit keilförmiger Basis und abgestumpfter bis lang zugespitzter Spitze, öfters geigenförmig (mit zwei zugespitzten, seitlichen Lappen, die durch eine halbkreisförmige Einschnürung in der Mitte getrennt sind), bei kultivierten Formen ist der Blattrand oft seicht gezähnt. Die Oberseite der Blätter ist dunkelgrün, während die Unterseite heller ist.

### Blütenstand und Blüte
Der Weihnachtsstern blüht als Wildpflanze in der winterlichen Trockenzeit, wenn er oft die meisten Laubblätter abgeworfen hat. Die Hauptblütezeit reicht von November bis Januar oder Februar. Je nach Standort blühen kultivierte ältere verzweigte Weihnachtssterne aber auch fast ganzjährig. Sie sind sogenannte Kurztagspflanzen, die nur dann Blüten ansetzen, wenn sie nicht mehr als 12 Stunden Lichteinfall erhalten. Das ist an Standorten unweit des Äquators ganzjährig der Fall. In Mitteleuropa wird in Gärtnereien etwa ab Oktober (Kalenderwoche 36) die Dunkelphase künstlich mit dunklen Folien auf mindestens 12 Stunden verlängert, so dass die Pflanzen pünktlich zur Adventszeit farbige Brakteen ausbilden. Durch Manipulation der Hell-/Dunkelphasen im Gewächshaus kann man Weihnachtssterne auch gut zu anderen Zeitpunkten zur Blüte bringen. Diese werden im Handel je nach Blütenbildung dann mit unterschiedlichen Namen wie Herbststern und Winterstern angeboten.
Die eigentlichen Blüten sind grün-gelblich, klein und unscheinbar und nicht mit den großen leuchtend roten Hochblättern (Brakteolen, Cyathophyllen) zu verwechseln, in deren Mitte sie sitzen. Die Hochblatthülle ist bei Wildformen schmal elliptisch, bei kultivierten Weihnachtssternen breit-lanzettlich, sie ist auch bei wilden Vertretern leuchtend bis schmutzig rot, manchmal abweichend rosa bis weiß gefärbt. Was wie bei allen Wolfsmilch-Arten, so auch beim Weihnachtsstern, wie eine Einzelblüte aussieht, ist ein Blütenstand, der Cyathium (Mehrzahl Cyathien) genannt wird. Jede Einzelblüte im Cyathium ist eingeschlechtig, entweder nur weiblich oder nur männlich, Blütenhüllblätter gibt es keine. Die Einzelblüten sind auf das absolut Notwendigste reduziert. Im zusammengesetzten Blütenstand gibt es im Zentrum immer nur ein Cyathium mit weiblicher Blüte, die nur aus einem gestielten dreifächrigen Fruchtknoten und den drei Griffeln besteht. Die männlichen Blüten befinden sich in Gruppen um die weibliche Blüte angeordnet. Diese bestehen jeweils nur aus einem einzelnen gestielten Staubblatt. Zu erkennen sind die am Außenrand des Cyathiums stehenden Nektardrüsen, die beim Weihnachtsstern einzeln oder zu zweit vorkommen und lippenförmig sind. Die Cyathien sitzen in dichten, reich verzweigten Blütenständen höherer Ordnung, die meist endständig sind.
Die Hochblätter dienen zum Anlocken von Bestäubern. Welche Tierarten Weihnachtssterne im natürlichen Areal tatsächlich bestäuben, ist aber bis heute unbekannt geblieben. Durch Zucht ist eine große Vielfalt an Farben entstanden. Neben Rottönen gibt es auch lachsfarbene, panaschierte oder weiße (cremeweiß – nicht reinweiß). Andere Farben wie Blau sind dagegen künstlich und werden durch Besprühen mit pflanzenverträglichem Lack erzeugt, oder man streut auch noch etwas Glitter darüber.

### Chromosomenzahl
Die Chromosomenzahl beträgt 2n = 26, 28, 42 oder 44.

## Verbreitung
Das natürliche Verbreitungsgebiet des Weihnachtssterns liegt im Westen Mittelamerikas, von Sinaloa im nordwestlichen Mexiko bis in den Süden Guatemalas. Es erstreckt sich in mehreren kleinen inselförmigen Verbreitungsgebieten im Küstengebirge in mittleren Höhenlagen entlang der Pazifikküste mit einem küstenfernen Ausläufer nach Osten hin in Guerrero in Zentralmexiko. Aus dieser Region nahe der Stadt Taxco de Alarcón stammen die Pflanzen, die von Poinsett nach Nordamerika ausgeführt wurden und auf die die heutigen Kultivare letztlich zurückgehen. Da die Pflanze auch schon vor Ankunft der Europäer als Zierpflanze kultiviert wurde, ist der Status einiger Vorkommen unklar. Wildvorkommen in Zentral-Mexiko und Guatemala existieren bis in Höhen von etwa 1000 Meter. Er wächst als Wildpflanze im Unterstand subtropischer Trockenwälder an steilen felsigen Hängen, oft am Rand kleiner Schluchten. Die Einzelvorkommen sind verstreut und oft individuenarm.
Als Zierpflanze in andere tropische und subtropische Regionen eingebracht, ist er vielfach verwildert. So sind größere Bestände in Afrika (beispielsweise in Kenia, Tansania und Uganda), in Asien (zum Beispiel in Burma, Malaysia und den Philippinen), in Australien, in Indonesien Lombok und eher selten auch im Mittelmeer-Gebiet bekannt.
Die Art steht auf der Roten Liste der IUCN und gilt als nicht gefährdet (Least Concern).

## Botanische Geschichte
Die ersten Berichte über die Pflanze erreichen Europa durch Francisco Hernandez de Toledo, Naturforscher und Arzt in Diensten des spanischen Königs Philipp II. In seinem Werk Rerum medicarum Novae Hispaniae thesaurus von 1561 findet sich sowohl eine Beschreibung wie Abbildungen, einfache Holzschnitte. Nach seiner Überlieferung in Francisci Hernandi Opera cum edita, tum inedita, ad autographi fidem et integritatem expressa von 1790 hieß der Weihnachtsstern in Nahuatl (bei den Azteken) Cuetlaxochitl (eigentlich cuetlax-xōchitl, Leder-Blume). Genauere Beschreibungen stammen von einer spanischen botanischen Forschungsreise bis 1803 von Martín Sessé y Lacasta und José Mariano Mociño. Unter dem umfangreichen Material, das diese nach Europa sandten, finden sich einige bis heute erhaltene Herbarbelege einer Euphorbia fastuosa genannten Art, bei der es sich nach späterer Kenntnis um den Weihnachtsstern handelte. Eine detailgenaue Abbildung wurde vergessen und erst Jahrhunderte später wiedergefunden und publiziert. 1803 erreichten Alexander von Humboldt und Aimé Bonpland auf ihrer Südamerikareise Mexiko. Obwohl sich in ihren Werken keine Erwähnung der Art findet, haben sich im Berliner Herbarium zwei Belege erhalten, die auf diese Expedition zurückgehen.
Der von Gärtnern gelegentlich noch verwendete Name Poinsettie entstammt dem früheren botanischen Gattungsnamen Poinsettia. Dieser Name Poinsettia geht wiederum auf den amerikanischen Botschafter in Mexiko, Joel Roberts Poinsett, zurück, der diese Pflanzenart Anfang des 19. Jahrhunderts bei einer Reise mit Mitgliedern einer Gelehrtengesellschaft aus Philadelphia 1825 in der Gegend von Taxco (Guerrero), bereits als Zierpflanze, entdeckte und 1828 oder 1829 in die USA einführte. Von einigen Autoren wird berichtet, dass Poinsett, der über einige botanische Kenntnisse verfügte, die Pflanzen zunächst in seinen Gewächshäusern in South Carolina kultivierte. Sie gelangten, entweder von dort oder, weitaus wahrscheinlicher, direkt von Mexiko in den Bartram Botanical Garden von John Bartram nach Philadelphia, von wo aus sie der Pflanzenhändler Robert Buist 1834 nach Europa einführte. Nach amerikanischen Pflanzen im Garten der Bartrams wurde die Art 1833 durch Constantine S. Rafinesque-Schmaltz als Pleuradenia coccinea (alternativ, falls in die Gattung Euphorbia gestellt, auch Euphorbia coccinea oder Euphorbia poinsettii) erstbeschrieben, dieser Name wurde später, möglicherweise irrtümlich, als nicht den Regeln gemäß beschrieben unterdrückt. 1833 sandte der ungarisch-deutsche Botaniker Wilhelm Friedrich von Karwinsky von Karwin von einer Mexikoreise 1827 bis 1832 sowohl Herbarbelege als auch lebende Pflanzen nach München, die 1833 in den Botanischen Garten Berlin gelangten. Hier wurden sie von Johann Friedrich Klotzsch, Arzt, Apotheker und Kustos am Botanischen Museum, 1834 nach einem Beleg des „Willdenow“-Herbariums in der Allgemeinen Gartenzeitung als Euphorbia pulcherrima gültig erstbeschrieben. Klotzsch schrieb den Namen selbst dem Botaniker Carl Ludwig Willdenow zu, der ihn in einem unveröffentlichten Manuskript geprägt haben soll. 1836 stellte der schottische Botaniker Robert Graham die Art nach Material, das er aus Philadelphia erhalten hatte, in eine eigene Gattung Poinsettia und benannte sie Poinsettia pulcherrima. Der Name wird heute nur noch für eine Sektion (bei einigen Botanikern: eine Untergattung) der Gattung Euphorbia verwendet.

## Phylogenie und Systematik
Der Weihnachtsstern gehört innerhalb der Gattung Euphorbia in die Untergattung Chamaesyce. Diese umfasst etwa 600 Arten mit Verbreitungszentrum in der Neuen Welt. Sie bildet darin mit einer Reihe (etwa 25) verwandter Arten die Sektion Poinsettia (Graham) Baill., die morphologisch durch den Verlust der Anhänge der bei ihnen becherförmigen Nektardrüsen und durch die farbige Hochblatthülle um die gedrängten Blütenstände charakterisiert ist. Euphorbia pulcherrima ist deren Typusart. Die Zusammengehörigkeit der Arten (und damit die Monophylie des Taxons) wurde durch genetische Untersuchungen unterstützt.

## Züchtung und Anbau
Zu Beginn des 20. Jahrhunderts etablierte die deutsche Auswandererfamilie Ecke in Kalifornien die Poinsettie als „Weihnachtsblume“. Auf ihre Nachfahren geht das vielfach verwendete Handbuch The Poinsettia Manual zurück. Zunächst wurde der Stern als Schnittblume angeboten. Züchtungsprogramme, etwa der Pennsylvania State University, des USDA Research Center in Beltsville, Maryland und der University of Maryland, neben den Bemühungen der Eckes und anderer privater Züchter, verbesserten die Eigenschaften, die ursprünglichen Pflanzen behielten ihre spektakulären roten Hochblätter meist nur etwa 10 Tage lang und verloren vor der Blüte die meisten ihrer Laubblätter. Um 1980 entdeckte ein amerikanischer Züchter, dass sich die erwünschten dichtwüchsigen Pflanzen durch Pfropfen neu gezüchteter, schwach verzweigter Pflanzen mit erwünschten Eigenschaften auf stark verzweigte Unterlagen erzeugen ließen, was die Züchtung revolutionierte; später wurde herausgefunden, dass der Effekt auf der Übertragung von Phytoplasmen beruht. Neben amerikanischen Züchtern gelangen auch der ehemals in Hillscheid ansässigen Blumenzuchtfirma Fischer gute Erfolge in der Etablierung neuer Sorten.
Besonders als Zimmerpflanze ist der Weihnachtsstern sehr beliebt, in Mitteleuropa etwa seit 1950. Die Stecklinge kommen oft per Flugzeug aus Afrika und werden erst am Bestimmungsort zu Ende kultiviert. Der Weihnachtsstern kommt in diversen Wuchsformen wie Eintrieber, Mehrtrieber oder als Hochstämmchen zum Advent in den Handel, wenn er Blüten angesetzt hat, die von den gefärbten Hochblättern umgeben sind. Der Weihnachtsstern gedeiht am besten unter heller, aber indirekter Beleuchtung, starke direkte Sonneneinstrahlung auf die Blätter sollte vermieden werden. Die Pflanze ist nicht winterhart und leidet bereits unter kurzzeitiger Einwirkung kühler Temperaturen; dies führt oft zu Versagen nach Transport bei Kälte. Blühende Weihnachtssterne sollten gut gegossen werden, ohne dass stauende Nässe entstehen kann. Eine Düngung während der Blüte ist unnötig.
Die meisten Weihnachtssterne werden nach dem Verblühen entsorgt, obwohl ihre Weiterverwendung möglich ist. Dazu sollen nach dem Verblühen der obere Triebabschnitt mit den Blüten zurückgeschnitten werden, so dass noch drei oder vier Laubblätter zurückbleiben. Später können lange Triebe etwa alle sechs Wochen zurückgeschnitten werden, um eine ansprechende Form zu erzielen, das letzte Mal etwa Ende August. Die Pflanze sollte einem hellen Standort mit möglichst gleichmäßiger Temperatur über 17 °C erhalten. Ab etwa dem ersten Oktober muss die Belichtung zurückgefahren werden, um die Kurztagpflanze zum Blühen anzuregen, erforderlich sind im Minimum 12, besser 14 Stunden ununterbrochener Dunkelheit, möglichst ganz ohne Streulicht oder Störung.
Beim „Herbststern“ handelt es sich um den Kultivar Euphorbia 'Princettia', gezüchtet aus einer Hybride Euphorbia pulcherrima x Euphorbia cornastra (einem in der Wildform erst 1975 entdeckten, sehr seltenen Endemiten der mexikanischen Sierra Madre del Sur mit rein weißen Hochblättern, so dass beim Hybriden lachsrosa Farbtöne resultieren).

## Toxikologie und Giftigkeit
Wie typisch für die Gattung Euphorbia, enthält der Weihnachtsstern giftigen Milchsaft. Die Giftwirkung der Art wurde allerdings in der Vergangenheit teilweise weit überschätzt. Durch Auswertung einer über acht Jahre laufenden Datenreihe bei der American Association of Poison Control Centers konnte gezeigt werden, dass von über 22.000 ausgewerteten gemeldeten Vergiftungsfällen über 93 % Kinder betrafen, davon etwa 77 % unter zwei Jahren. Etwa 95 % betrafen Verschlucken von Pflanzenteilen. In 92,4 % der Fälle wurden keinerlei Symptome registriert. 96,1 % der Patienten konnten ohne medizinische Behandlung nach Hause geschickt werden. Schwere Vergiftungsfälle, oder gar Todesfälle, traten überhaupt nicht auf. Noch am häufigsten beobachtet wurden milde Reizungen nach Hautkontakt. Eine Kontakt-Dermatitis und Erbrechen, Durchfall oder Übelkeit sind die schwersten zu erwartenden Symptome. Als Erste Hilfe wird empfohlen: Reichlich trinken. Bei Aufnahme größerer Mengen Kohle geben, gegebenenfalls Arzt aufsuchen.